# 풍산초등학교 (강원)
풍산초등학교는 대한민국 강원특별자치도 화천군에 있는 초등학교다.

## 학교 연혁
- 1923. 11. 05 풍산간이학교 인가
- 1941. 06. 05 풍산국민학교 인가
- 1985. 03. 10 풍산초등학교 병설유치원 설립인가
- 1996. 03. 01 풍산초등학교 개명
- 2014. 09. 01 제23대 박승화 교장 취임
- 2015. 02. 11 제65회 졸업식(총 1,177명)